# Leandro Bezerra Monteiro
Leandro Bezerra Monteiro (Crato, 11 de junho de 1826 — Niterói, 15 de novembro de 1911) foi um filósofo e político brasileiro.

## Biografia
Era filho de José Geraldo Bezerra de Menezes e Jerônima Bezerra de Menezes. Neto do brigadeiro, seu homônimo, Leandro Bezerra Monteiro, também filho do Crato, nascido no sítio Moquém. Magistrado em Sergipe, foi aluno do professor Marcos de Macedo. Foi vereador e presidente da Câmara Legislativa do município de Maruim.
Em 1872, na tribuna parlamentar do Segundo Império brasileiro, foi voz ativa em defesa dos bispos de Olinda, Dom Vital, e do Pará, Dom Macedo Costa, na Questão Religiosa.
Escreveu: Memorandum sobre as eleições da província de Sergipe de 1863, Rio de Janeiro, 1863, in 8.o, 44 pp. Assina-o também o, Dr. Thomaz Alves Júnior. Eleição do Distrito de Sergipe. Discursos proferidos por Francisco de Paula da Silveira Lobo, Leandro Bezerra Monteiro e Thomaz Alves Júnior, Rio de Janeiro, 1864, in 8.o, gr., 32 pp. Discurso proferido da sessão de 18 de Junho de 1873, Rio de Janeiro, 1873, in 8.o, 8 pp. Discurso pronunciado na Câmara dos Deputados em 27 de Março do corrente ano, Rio de Janeiro, 1873, in 8.o, 47 pp. Discurso proferido na sessão de 4 de Setembro de 1874 na denúncia apresentada contra os ministros do Império, da Fazenda e do Estrangeiro por machinarem contra a Religião do Império, Rio de Janeiro, 1874, in 8.o, 31 pp. Discurso proferido na sessão de 7 de junho de 1875, Rio de Janeiro, Typ. Imp. e Const. de 7 Villeneuve & C., 1875, in. 8.o, 44, pp.
Veja agora um pequeno texto escrito por um de seus filhos.
Niterói, Gragoatá 5, 27 de Novembro de 1911. Meu caro Dr. Felício dos Santos:
"Venho agradecer-lhe as belas e sentidas palavras da Pátria Brasileira sobre meu pai, o Dr. Leandro Bezerra Monteiro, falecido no dia 15 na paz do Senhor. Morreu como um santo, tendo se confessado e comungado há pouco tempo, sempre rezando, meditando e ensinando, até à última hora, a religião a um sem número de crianças. Pela manhã leu, como de costume, depois de rezar suas orações e o rosário, a vida do santo do dia dos Bolandistas, a sua Imitação (I iv. IV, cap. III) e Pioger, a Deus! depois, escreveu várias cartas, sendo a última para o Padre Cícero, e por fim, foi para a sala de jantar, deitando-se na rede, onde ainda tomou o seu café do meio dia, conversou com os filhos e veiu a morrer (de uma síncope cardíaca) há l/4 da tarde, lendo a descrição da sepultura de Jacob em Pierre Loti— Jerusalém (pág. 18), cercado de pombos, que ele criava dentro de casa, e aos quais estava dando comida. Minha mana Leonor teve ainda tempo de rezar em voz alta o ato de contrição, e fazel-o beijar um crucifixo dado pelo bispo do Pará Dom Antônio de Macedo Costa, mandado fazer especialmente em Jerusalém, e bento por Pio IX, com indulgência plenária da boa morte. Ele era recebido no escapulário do Carmo e em outros, e com todos morreu. Diariamente visitavam-no os ótimos frades franciscanos, seus confessores, e uma vez por mês um deles dizia missa em casa, por não poder meu pai ir ouvir-lá fora (em. S. Lourenço). O enterro dele foi uma procissão, abalando uma multidão enorme e para mais de 200 crianças —meninos e meninas — que o amavam de coração. Conservou sempre perfeitas e apuradissimas todas as faculdades. Sua memória era extraordinária. E assim se terminou o meu queridíssimo pai, como um verdadeiro santo — grande defensor dos bispos na questão religiosa, protótipo da caridade, apóstolo da infância, fundador da Casa de Caridade e Asilo de N. S. da Piedade da Paraíba do Sul, amigo dos jesuítas e irmãs vicentinas, e fervorosíssimo católico. Inclusas vão umas cópias para o seu jornal, se servirem. A “Revista da Semana” traz o retrato do meu santo".

## Homenagens
Em 21 de novembro de 1944 a Rua da Glória tornou-se, por decreto municipal de Crato, Rua Dr. Leandro Bezerra Monteiro.